# No Time to Bleed
No Time to Bleed is het tweede album van Suicide Silence, een Amerikaanse deathcoreband. Het album werd uitgebracht in 2009.

## Tracklist
1. "Wake Up"   3:48
2. "Lifted"   4:08
3. "Smoke"   3:08
4. "Something Invisible"   2:57
5. "No Time to Bleed"   2:22
6. "Suffer"   3:55
7. "...And Then She Bled"   4:00
8. "Wasted"   3:13
9. "Your Creations"   3:59
10. "Genocide"   2:17
11. "Disengage"   4:04

## Bandleden
- Mitch Lucker – vocaal
- Chris Garza – gitaar
- Mark Heylmun – gitaar
- Alex Lopez – drums
- Dan Kenny – basgitaar